# Paradiclybothrium pacificum
Paradiclybothrium pacificum är en plattmaskart. Paradiclybothrium pacificum ingår i släktet Paradiclybothrium och familjen Diclybothriidae. Inga underarter finns listade i Catalogue of Life.